# Diandra Newlin
Diandra Newlin (n. 4 de marzo de 1991, Richmond, Virginia) es una modelo, cantante y actriz estadounidense.

## Biografía
El 4 de marzo de 1991 Jim y Donna Newlin trajeron al mundo a Diandra Newlin. Criada en Richmond, Virginia, tuvo en su padre, productor de CheamTreat Inc., y en su madre, enfermera y actriz afiliada al sindicato de actores estadounidense, sus principales influencias para su temprana carrera. También tiene un hermano mayor afiliado al sindicato de actores estadounidense, Colin Newlin.
Diandra pasó cinco veranos (de 1997 a 2001) en Nueva York trabajando como modelo para la firma Wilhelmina and Product Models, y haciendo anuncios y sus primeros pinitos en películas. Diandra ha posado para cientos de revistas internacionales, siendo su más famosa actuación en el Easy Bake Oven box. A partir del año 2001, cambiaría su lugar de veraneo a Hollywood, donde su afición a la actuación se tornaría en algo más serio, especialmente cuando participó en la telenovela de la NCB Pasión como Angel Girl. 
Actualmente vive en Marina del Rey, California, y es miembro de la National Honor Society, encontrándose en el último año en el Laurel Springs School.

## Carrera musical
Diandra ha estudiado música con Bob Marks en Nueva York y con Seth Riggs en Hollywood. Estuvo en la Hollywood Pop Academy. Ha cantado en los créditos del musical Gypsy with Lorna Luft de la Universidad de Richmond. Diandra coescribe sus propias canciones, dos de las cuales han sido incluidas en un CD recopilatorio por Infant Records. La joven cantante escribió y trabajó con Roy 'Royalty' Hamilton formalmente en Capitol Records y ahora en Warner Music. Actualmente trabaja con Drew Lane, creando sus nuevas composiciones.

## Carrera escénica
Diandra fue la estrella invitada en The Suite Life of Zack and Cody en Disney Channel. También ha actuado en la película Loving Jezebel de Universal Pictures cuando solo tenía ocho años. Fue coprotagonista en DreamKiller y ha tenido actuaciones menores en G.I. Jane, Hush, Pootie Tang, Hearts in Atlantis y Mickey. También ha aparecido en centenares de anuncios y en los videoclips de Faith Hill’s "Cry" and the Jonas Brothers’ "Year 3000".

### Sitios web oficiales
- Sitios web oficial de Diandra Newlin.
- MySpace oficial de Diandra Newlin.
- Facebook oficial de Diandra Newlin.

### Otros sitios web
- Diandra Newlin en Internet Movie Database (en inglés).
- Diandra Newlin en tv.com. (enlace roto disponible en Internet Archive; véase el historial, la primera versión y la última).